# Mycalesis theophila
Mycalesis theophila är en fjärilsart som beskrevs av Hans Fruhstorfer 1908. Mycalesis theophila ingår i släktet Mycalesis och familjen praktfjärilar. Inga underarter finns listade i Catalogue of Life.